# محمد علي الزهيري
الشیخ محمد علي الزهيري (1333 هـ - 1385 هـ). باحث وأديب ورجل دين شيعي عراقي نجفي.

## آثاره
| - فلسفة الدين الإسلامي. - المعارف الإسلامية في المجالس الحسينية. | - المهدي وأحمد أمين. ردّ به على كتاب المهدي والمهدويّة لأحمد أمين. - المرأة والشؤون الاجتماعية. تُرجم إلى الفارسية وطُبع بعنوان حقوق وحدود آزادی زن در اسلام. |